# Lijst van voetbalinterlands Indonesië - Saoedi-Arabië
Deze lijst van voetbalinterlands geeft een overzicht van alle officiële voetbalwedstrijden tussen de nationale teams van Indonesië en Saoedi-Arabië. De landen hebben tot op heden vijftien keer tegen elkaar gespeeld. De eerste ontmoeting, een vriendschappelijke wedstrijd, werd gespeeld in İzmir (Turkije) op 3 oktober 1980. Het laatste duel, een kwalificatiewedstrijd voor het Wereldkampioenschap voetbal 2026, vond plaats op 19 november 2024 in Jakarta.

## Wedstrijden
| №  | Plaats    | Datum             | Competitie                 | Wedstrijd                 | Uitslag |
| -- | --------- | ----------------- | -------------------------- | ------------------------- | ------- |
| 1  | İzmir     | 3 oktober 1980    | Vriendschappelijk          | Indonesië − Saoedi-Arabië | 0 − 2   |
| 2  | Gwangju   | 25 september 1986 | Aziatische Spelen 1986     | Indonesië − Saoedi-Arabië | 0 − 2   |
| 3  | Dammam    | 29 november 1996  | Vriendschappelijk          | Saoedi-Arabië − Indonesië | 4 − 1   |
| 4  | Dammam    | 9 maart 1997      | Vriendschappelijk          | Saoedi-Arabië − Indonesië | 2 − 0   |
| 5  | Dammam    | 12 maart 1997     | Vriendschappelijk          | Saoedi-Arabië − Indonesië | 3 − 1   |
| 6  | Jeddah    | 10 oktober 2003   | Azië Cup 2004 kwalificatie | Saoedi-Arabië − Indonesië | 5 − 0   |
| 7  | Jeddah    | 17 oktober 2003   | Azië Cup 2004 kwalificatie | Indonesië − Saoedi-Arabië | 0 − 6   |
| 8  | Riyad     | 18 februari 2004  | WK 2006 kwalificatie       | Saoedi-Arabië − Indonesië | 3 − 0   |
| 9  | Jakarta   | 12 oktober 2004   | WK 2006 kwalificatie       | Indonesië − Saoedi-Arabië | 1 − 3   |
| 10 | Jakarta   | 14 juli 2007      | Azië Cup 2007              | Indonesië − Saoedi-Arabië | 1 − 2   |
| 11 | Shah Alam | 7 oktober 2011    | Vriendschappelijk          | Indonesië − Saoedi-Arabië | 0 − 0   |
| 12 | Jakarta   | 23 maart 2013     | Azië Cup 2015 kwalificatie | Indonesië − Saoedi-Arabië | 1 − 2   |
| 13 | Jeddah    | 5 maart 2014      | Azië Cup 2015 kwalificatie | Saoedi-Arabië − Indonesië | 1 − 0   |
| 14 | Jeddah    | 5 september 2024  | WK 2026 kwalificatie       | Saoedi-Arabië − Indonesië | 1 − 1   |
| 15 | Jakarta   | 19 november 2024  | WK 2026 kwalificatie       | Indonesië − Saoedi-Arabië | 2 − 0   |
| 16 | Jeddah    | 8 oktober 2025    | WK 2026 kwalificatie       | Indonesië − Saoedi-Arabië |         |

## Samenvatting
| Competitie            | Totaal gespeeld | Winst Indonesië | Gelijk | Winst Saoedi-Arabië | Doelsaldo Indonesië – Saoedi-Arabië |
| --------------------- | --------------- | --------------- | ------ | ------------------- | ----------------------------------- |
| WK-kwalificatie       | 4               | 1               | 1      | 2                   | 4 − 7                               |
| Azië Cup              | 1               | 0               | 0      | 1                   | 1 − 2                               |
| Azië Cup-kwalificatie | 4               | 0               | 0      | 4                   | 1 − 14                              |
| Aziatische Spelen     | 1               | 0               | 0      | 1                   | 0 − 2                               |
| Vriendschappelijk     | 5               | 0               | 1      | 4                   | 2 − 11                              |
| Totaal                | 15              | 1               | 2      | 12                  | 8 − 36                              |

PSSI · 
Indonesisch vrouwenelftal
WK 1938
OS 1956
Afghanistan ·
Andorra ·
Argentinië ·
Australië ·
Bahrein ·
Bangladesh ·
Bhutan ·
Bosnië en Herzegovina ·
Brunei ·
Bulgarije ·
Burundi ·
Cambodja ·
Canada ·
China ·
Cuba ·
Curaçao ·
DDR ·
Denemarken ·
Dominicaanse Republiek ·
Egypte ·
Estland ·
Fiji ·
Filipijnen ·
Ghana ·
Guinee ·
Guyana ·
Hongarije ·
Hongkong ·
India ·
Irak ·
Iran ·
Jamaica ·
Japan ·
Jemen ·
Joegoslavië ·
Jordanië ·
Kameroen ·
Kenia ·
Kirgizië ·
Koeweit ·
Kroatië ·
Laos ·
Liberia ·
Libië ·
Liechtenstein ·
Litouwen ·
Malediven ·
Maleisië ·
Malta ·
Marokko ·
Mauritius ·
Moldavië ·
Myanmar ·
Nederland ·
Nepal ·
Nieuw-Zeeland ·
Nigeria ·
Noord-Korea ·
Oezbekistan ·
Oman ·
Oost-Timor ·
Pakistan ·
Palestina ·
Papoea-Nieuw-Guinea ·
Paraguay ·
Puerto Rico ·
Qatar ·
Saoedi-Arabië ·
Senegal ·
Singapore ·
Sri Lanka ·
Syrië ·
Taiwan ·
Tanzania ·
Thailand ·
Turkmenistan ·
Uruguay ·
Vanuatu ·
Verenigde Arabische Emiraten ·
Vietnam ·
Zimbabwe ·
Zuid-Jemen ·
Zuid-Korea ·
Zuid-Vietnam
SAFF · A-internationals · Selecties · Bondscoaches · Statistieken · Saoedi-Arabisch vrouwenelftal · Saoedi-Arabië U21 · Saoedi-Arabië U20 · Saoedi-Arabië U19 · Saoedi-Arabië U18 · Saoedi-Arabië U17
1950 – 1959 · 
1960 – 1969 · 
1970 – 1979 · 
1980 – 1989 · 
1990 – 1999 · 
2000 – 2009 · 
2010 – 2019 ·
2020 − 2029
WK 1994 · 
WK 1998 · 
WK 2002 · 
WK 2006 · 
WK 2018
OS 1984 · 
OS 1996 · 
OS 2020
1957 · 
1958 · 1959 · 1960 · 
1961 · 
1962 · 
1963 · 
1964 · 1965 · 1966 · 
1967 · 
1968 · 
1969 · 
1970 · 
1971 · 
1972 · 
1973 · 
1974 · 
1975 · 
1976 · 
1977 · 
1978 · 
1979 · 
1980 · 
1981 · 
1982 · 
1983 · 
1984 · 
1985 · 
1986 · 
1987 · 
1988 · 
1989 · 
1990 · 
1991 · 
1992 · 
1993 · 
1994 · 
1995 · 
1996 · 
1997 · 
1998 · 
1999 · 
2000 · 
2001 · 
2002 · 
2003 · 
2004 · 
2005 · 
2006 · 
2007 · 
2008 · 
2009 · 
2010 · 
2011 · 
2012 · 
2013 ·
2014 ·
2015 ·
2016 ·
2017 ·
2018 ·
2019 ·
2020 ·
2021 ·
2022 ·
2023
Afghanistan · 
Albanië ·
Algerije · 
Angola · 
Argentinië · 
Australië · 
Azerbeidzjan · 
Bahrein · 
Bangladesh · 
België · 
Bhutan · 
Bolivia · 
Brazilië · 
Bulgarije · 
Cambodja ·
Canada · 
Chili · 
China · 
Colombia ·
Congo-Brazzaville · 
Congo-Kinshasa · 
Costa Rica · 
Cyprus · 
Denemarken · 
Duitsland · 
Ecuador ·
Egypte · 
Engeland · 
Equatoriaal-Guinea ·
Estland · 
Finland · 
Frankrijk · 
Gabon · 
Gambia ·
Georgië · 
Ghana · 
Griekenland ·
Haïti · 
Honduras · 
Hongarije · 
Hongkong · 
Ierland · 
IJsland · 
India · 
Indonesië · 
Irak · 
Iran · 
Italië ·
Jamaica · 
Japan · 
Jemen · 
Jordanië · 
Kameroen · 
Kazachstan · 
Kirgizië · 
Koeweit · 
Kroatië ·
Laos ·
Letland ·
Libanon · 
Libië · 
Liechtenstein · 
Litouwen ·
Luxemburg · 
Macau ·  
Maleisië · 
Mali · 
Marokko · 
Mauritanië · 
Mexico · 
Moldavië ·
Mongolië · 
Namibië · 
Nederland · 
Nepal · 
Nieuw-Zeeland · 
Nigeria · 
Noord-Korea ·
Noord-Macedonië ·
Noorwegen ·
Oeganda · 
Oekraïne · 
Oezbekistan · 
Oman · 
Oost-Timor ·
Pakistan ·
Palestina · 
Panama ·
Paraguay · 
Peru ·
Polen · 
Portugal · 
Qatar · 
Rusland · 
Schotland · 
Senegal · 
Singapore · 
Slovenië · 
Slowakije · 
Soedan · 
Spanje · 
Sri Lanka · 
Syrië · 
Tadzjikistan · 
Taiwan · 
Tanzania · 
Thailand · 
Togo · 
Trinidad en Tobago · 
Tsjechië · 
Tunesië · 
Turkije · 
Turkmenistan · 
Uruguay · 
Venezuela · 
Verenigde Arabische Emiraten · 
Verenigde Staten · 
Vietnam · 
Wales · 
Wit-Rusland · 
Zambia ·
Zimbabwe ·
Zuid-Afrika · 
Zuid-Jemen · 
Zuid-Korea · 
Zweden
Argentinië (1992) · 
Argentinië (2022) · 
Egypte (2018) · 
Oekraïne (2006) · 
Rusland (2018) ·
Spanje (2006) ·
Tunesië (2006) ·
Uruguay (2018)